# Know Your Enemy (låt)
Know Your Enemy är en låt av musikgruppen Green Day. Låten släpptes 16 april 2009 som första singeln från albumet 21st Century Breakdown. Låten har blivit en hit över hela världen med en tiondeplacering som bäst på sverigetopplistan. 
Låten har som bäst legat på plats nummer 6 på World singles chart